# Oenanthe lugentoides
La collalba arábica (Oenanthe lugentoides) es una especie de ave paseriforme de la familia Muscicapidae endémica de Arabia.

## Taxonomía
Fue descrita científicamente en 1881 por el ornitólogo inglés Henry Seebohm, con el nombre binomial de Saxicola lugentoides. Posteriormente fue considerada conespecífica de la collalba núbica.
En la actualidad de reconocen dos subespecies:
- O. l. lugentoides (Seebohm, 1881)	se encuentra en el suroeste de Arabia Saudí y el oeste de Yemen;
- O. l. boscaweni Bates, 1937 - localizada en el este de Yemen y sur de Omán.